# Каминская, Валентина Валентиновна
Валентина Валентиновна Каминская (бел. Валянціна Валянцінаўна Камінская, укр. Валентина Валентинівна Камінська; род. 5 сентября 1987, Могилёв) — украинская лыжница, до 2018 года выступавшая за Беларусь, участница Олимпийских игр 2014, 2018 и 2022 года, трёхкратная чемпионка Беларуси, МСМК. Специализируется в спринтерских гонках.

## Карьера
В Кубке мира дебютировала 2 февраля 2012 года, всего стартовала в пяти гонках в рамках Кубка мира, но не поднималась в них выше 38-го места и кубковых очков не завоёвывала. Дважды побеждала в чемпионатах Беларуси в спринте и один раз в гонке на 30 км.
На Олимпийских играх 2014 года в Сочи стала 47-й в спринте свободным стилем.
За свою карьеру принимала участие в двух чемпионатах мира (2013 и 2019), в 2013 году заняла 45-е место в спринте и 17-е место в командном спринте.